# Atomosia setosa
Atomosia setosa là một loài ruồi trong họ Asilidae. Atomosia setosa được Hermann miêu tả năm 1912. Loài này phân bố ở vùng Tân nhiệt đới.